# Kočičin
Kočičin je pogranično naselje u Hrvatskoj u sastavu Grada Delnica. Nalazi se u Primorsko-goranskoj županiji.

## Zemljopis
Nalazi se na zapadnoj obali rijeke Kupe. Sjeverozapadno su Gašparci (Hrvatska), Mirtoviči (Slovenija), sjeverno je Srobotnik na Kupi (Slovenija), sjeveroistočno su Rake (Slovenija), zapadno je Zagolik, jugozapadno je Suhor, jugoistočno su hrvatski Kuželj i slovenski Kuželj (s druge strane rijeke). Dalje prema jugoistoku su Laze pri Kostelu (Slovenija), Gladloka (Slovenija) te u Hrvatskoj Grbajel, Guče Selo i Ševalj.

## Stanovništvo
| broj stanovnika | 62    | 59    | 53    | 52    | 44    | 32    | 30    | 42    | 17    | 17    | 13    | 5     | 2     | 2     | 1     | 1     |       |
|                 | 1857. | 1869. | 1880. | 1890. | 1900. | 1910. | 1921. | 1931. | 1948. | 1953. | 1961. | 1971. | 1981. | 1991. | 2001. | 2011. | 2021. |